# Třemošná

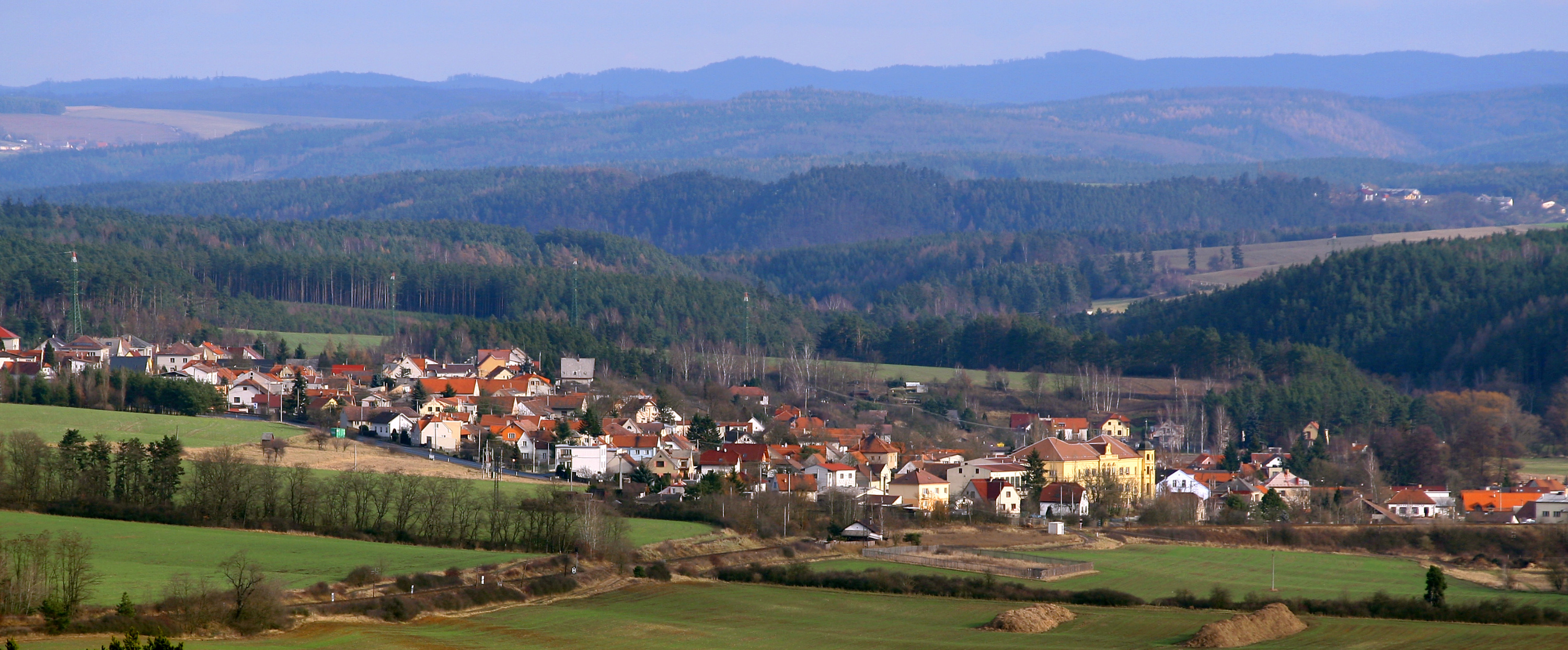
Třemošná (Dez. 2007)

Třemošná (deutsch Tschemoschna) ist eine Stadt in der Region Plzeňský kraj (Tschechien). Durch den Ort, neun Kilometer nördlich von Pilsen entfernt, fließt der gleichnamige Bach.

## Geschichte
1181 wurde der Ort erstmals als Sremesna erwähnt. Im 12. Jahrhundert gehörten die Ländereien dem Herrscher Radostov z Třemošné. Nach seinem Tod wurden diese an das Kapitel in Melmitz verkauft und 1293 an das Kloster in Plasy. 1300 kaufte sie Melmitz wieder zurück und sie wurden nach 1379 immer wieder an weltliche oder geistliche Herrscher verpachtet. 1436 erwarb Petr z Chrástu den Ort, später Přibík z Klenové. 1509 ging er an die Familie Kolowrat und auf Libstein über, einige Jahrzehnte später an die Waldsteiner, die einen Teil ihres Vermögens der Stadt Pilsen verpfändeten. Es folgten die Grafen von Götzen, 1707 die Grafen von Vrtba, 1830 die Lobkowitzer und danach durch Heirat Graf Schönborn. Von 1895 bis 1948 gehörten Teile des Dorfes  Stanislav Wopršálek. 1972 wurde Třemošná zur Stadt erhoben.

## Ortsteile
- Záluží
- Třemošná

## Söhne und Töchter der Stadt
- Václav Brožík (1851–1901), Maler
- František Šolar, Hornist und Musiker in Sankt Petersburg.